# Thomas Pakula
Thomas Pakula er revymusiker og mangeårig kapelmester for Sønderborg sommerrevy show.
Han var været kapelmester for Sønderborg Sommer Revy Show siden 1999. I år 2005, 2015 og 2024 fik han titlen Årets Revykomponist af brancheforeingen RevyDanmark.